# Ptilodus
Ptilodus – wymarły rodzaj ssaka z rodziny Ptilodontidae, który występował w paleocenie na terenie Ameryki Północnej.
Ptilodus był stosunkowo dużym przedstawicielem Multituberculata – osiągał 30–50 cm długości, z czego 7,5 cm przypadało na czaszkę. Przypuszcza się, że prowadził nadrzewny tryb życia – wskazuje na to szereg cech budowy anatomicznej, takich jak m.in. ostre pazury i długi, chwytny ogon. Uzębienie Ptilodus przypomina uzębienie współczesnych gryzoni, zwłaszcza dzięki powiększonym siekaczom występującym u przedstawicieli obu tych taksonów. Dieta Ptilodus pozostaje kwestią sporną – wedle jednej koncepcji było to zwierzę w większości roślinożerne (przypuszczenie to opiera się na analogiach w uzębieniu Ptilodus i gryzoni), zaś wedle innej – owadożerca, któremu duże siekacze służyły do zabijania owadów oraz innych niewielkich bezkręgowców.

## Etymologia
- Ptilodus: gr. πτιλον ptilon „pióro”; οδους odous, οδοντος odontos „ząb”[5].
- Chirox: gr. litera χι chi (tj. krzyż); ρωξ rōx „rozszczep, szczelina”[6]. Gatunek typowy: Chirox plicatus Cope, 1884 (= Ptilodus mediaevus Cope, 1881).

## Podział systematyczny
Do rodzaju należały następujące gatunki:
- Ptilodus fractus Dorr, 1952
- Ptilodus gnomus Scott, Fox & Youzwyshyn, 2002
- Ptilodus kummae Krause, 1977
- Ptilodus mediaevus Cope, 1881
- Ptilodus montanus Douglass, 1908
- Ptilodus tsosiensis Sloan, 1981
- Ptilodus wyomingensis Jepsen, 1940